# My Little Pony - L'arcobaleno scomparso
My Little Pony - L'arcobaleno scomparso (My Little Pony Crystal Princess: The Runaway Rainbow) è un film d'animazione in computer grafica del 2006 destinato al mercato home video americano. Questo film promuove la linea Crystal Princess e segna il debutto degli unicorni. Oltre al film nel DVD sono inclusi: Greetings from Unicornia e Friends are Never Far Away. Il film era disponibile per un breve periodo di tempo sul sito hubworld.com (successore del sito MonkeyBarTV della Hasbro).
In Italia il film è uscito in 22 novembre 2006 ed è stato trasmesso su Cartoonito il 19 ottobre 2014.

## Trama
Ad Unicornia fervono i preparativi per la festa dell'Arcobaleno, tuttavia la principessa Rarity è scomparsa. Finita per sbaglio nel giardino fiorito delle breezie, Rarity viene accompagnata a PonyVille. Interpellando Spike su dove si trova Unicornia si viene a sapere che ogni anno passano 4 stelle comete, prima del passaggio della quarta stella 4 unicorni combinano i loro poteri sotto la cupola di cristallo di Unicornia per generare un arcobaleno. Se il rito non viene fatto non ci saranno arcobaleni per tutto l'anno e nel mondo i colori dell'arcobaleno diventeranno bianchi. Si organizza una spedizione, ma a causa di una serie di incidenti vengono rallentati. Finalmente Rarity ritrova le sue amiche e usa la bacchetta magica per far apparire la carrozza di cristallo che li condurrà a casa. Il tempo stringe ed appare la quarta stella cometa; nonostante gli sforzi i 4 unicorni arrivano al castello troppo tardi. Quando tutto sembra perduto avviene un prodigio.

## Personaggi
| Nome originale   | Nome italiano | Caratteristiche |
| ---------------- | ------------- | --- |
| Brights Brightly | Brillantina   | Unicorno dal manto giallo. Criniera e coda arancioni e rosa. Come simbolo ha un sole che sorge sulle onde del mare e tre cuori. La sua stella cometa è la prima di colore giallo.                                      |
| Whistle Whishes  | Armonia       | Unicorno dal manto azzurro. Criniera e coda gialli verdi e rosa. Come simbolo ha tre stelle e una nuvola. La sua stella cometa è la seconda di colore blu.                                                             |
| Cheerilee        | Graziosella   | Unicorno dal manto viola. Criniera e coda color pesca. Come simbolo ha tre fiori e una nuvola. La sua stella cometa è la terza di colore viola.                                                                        |
| Rarity           | Rarity        | Unicorno dal manto rosa. Criniera gialla arancione e ciclamino. Coda azzurra viola e verde. Come simbolo ha un cuore e un arcobaleno. È la principessa di Unicornia e la sua stella cometa è la quarta di colore rosa. |
| Zipzee           | Brezzolina    | Breezie dal manto giallo. Criniera e coda gialli e marroni. Come simbolo ha un fiore. È allergica al polline dei fiori ed è molto curiosa.                                                                             |
| Tiddlywink       | Tiddlywink    | Breezie dal manto viola. Criniera e coda rosa e viola. Come simbolo ha un fiore. |
| Tra La La        | Tralalà       | Breezie dal manto rosa. Criniera e coda rosa. Come simbolo ha un fiore. |
| Rainbow Dash     | Colorella     | Pony dal manto azzurro. Criniera e coda color arcobaleno. Come simbolo ha due nuvole bianche unite da un arcobaleno. Le piace fare le cose in grande.                                                                  |
| Minty            | Minty         | Pony dal manto verde menta. Criniera e coda ciclamino e rosa. Come simbolo ha tre caramelle alla menta rotonde. Ama tutte le cose di colore verde.                                                                     |
| Pinkie Pie       | Nastrina      | Pony dal manto rosa. Criniera e coda rosa pallido. Come simbolo ha tre palloncini. Le piace giocare. |
| Sweetberry       | Golosina      | Pony dal manto ciclamino. Criniera e coda bianchi viola e verdi. Come simbolo ha una foglia verde a cui sono attaccati un fiore e una fragola. Le piace fare i dolci.                                                  |
| Cotton Candy     | Morbidella    | Pony dal manto rosa. Criniera e coda bianchi e celesti. Come simbolo ha un cono gelato. Proprietaria del bar di PonyVille. Le piace chiacchierare.                                                                     |
| Spike            | Spike         | Drago di colore viola. Artigli e spine gialli. Orecchie e addome arancioni. Ha un ciuffo di capelli ciclamino. Il suo nome per intero è Maestro Kembrot Ghillspoten Spike.                                             |

## Media
Dal film è stato tratto un videogioco dal titolo: My Little Pony Crystal Princess: The Runaway Rainbow per Game Boy Advance, sviluppato da Webfoot Technologies e rilasciato da THQ il giorno dopo l'uscita del film.

## Colonna sonora
Le canzoni sono opera di Mark Watters (musica) e Lorraine Feather (testi).
1. Whenever There's a Rainbow Part 1 - Tabitha St. Germain, Venus Terzo, Britt McKillip
2. Whenever There's a Rainbow Part 2 - Cathy Weseluck, Tracey Moore, Britt McKillip
3. I Just Wanna Have Fun - Cathy Weseluck
4. Far Apart - Tracey Moore, Cathy Weseluck
5. Here In Unicornia - Cathy Weseluck, Tracey Moore, Britt McKillip, Venus Terzo

Nella versione italiana le canzoni sono state tradotte e cantate dai rispettivi doppiatori.